# Mul- och klövsjuka
Mul- och klövsjuka är en mycket smittsam virussjukdom som framför allt drabbar klövbärande djur till exempel nötkreatur, får,  och grisar.
Virussjukdomen sprids genom direkt eller indirekt kontakt. Människor kan härbärgera virus i svalget (utan att vara sjuka) samt på hår, kläder och skor.  Smittan kan även spridas via redskap, fordon och med vinden.
Hos nötkreatur är de första symtomen hög feber, ökad salivutsöndring och minskad mjölkproduktion. Efter någon dag uppträder smärtsamma blåsor på tungan, i munhålan, i klövranden och ibland på spenarna. Även hos grisar ses blåsor i och runt munnen och i klövranden. Hälta är dock det dominerande symtomet hos gris. Hos får och get ses oftast endast hälta på grund av blåsor i klövranden.
Mul- och klövsjuka lyder under epizootilagen, vilket innebär att den som håller djur genast måste kontakta veterinär om det finns anledning att misstänka att djuren drabbats av sjukdomen.